# Sala landsförsamling
Sala landsförsamling var en församling i Västerås stift i nuvarande Sala kommun. Församlingen uppgick 1962 i Sala församling.

## Administrativ historik
Församlingen har medeltida ursprung med namnet Sala församling. 15 april 1624 utbröts Sala stadsförsamling och denna återstående del benämndes därefter Sala landsförsamling. Församlingen uppgick 1962 i en återbildad Sala församling.
Stadsförsamlingen var sedan till 1879  moderförsamling i ett gemensamt pastorat. Från 1879 till 1962 utgjorde de två församlingarna egna pastorat.